# 信楽道
信楽道（しがらきみち）は、滋賀県甲賀市にある信楽山地に囲まれた高原状の信楽谷とその周囲との交通路として利用されていた道のことである。

## 歴史
742年1月、紫香楽宮造営のため、現在の京都府木津川市加茂町から相楽郡和束町を経て朝宮、信楽に入る和束川沿いの「恭仁京東北道」が開かれた。
中世以降、摂関領信楽荘ができ、領主の近衛家により、通行人を管理して関銭を徴収する「朝宮関」が設けられた。また、信楽焼が創業され、周囲へと信楽焼を流通する経路として、信楽町朝宮から湯舟を経て和束谷を下る経路や、信楽町小川から多羅尾を経て野殿越えで京都府相楽郡南山城村大河原への経路が使われていた。
1582年、本能寺の変の後、徳川家康が伊賀者、甲賀者に護衛されながら信楽道を通り、三河国へ帰った（神君伊賀越え）。その際、宇治田原から裏白峠を超えて朝宮に入り、御斎峠を経て伊賀国に入って三河国へ帰っている。
また、江戸時代に甲賀谷との交流が頻繁になり、東海道の水口宿と信楽の間を結ぶ道が整備された。

## 経路
近世の信楽道として以下の5つが挙げられる。
1. 相楽郡加茂→和束谷→信楽町朝宮→信楽町長野
2. 伊賀上野→御斎峠→信楽町多羅尾→信楽町朝宮→瀬田→大津市→京都市
3. 伊賀市丸柱→桜峠→信楽町神山→信楽町長野
4. 東海道の水口宿→杣街道の水口町三本柳→小野峠→信楽谷→（大戸川に沿って）信楽町長野
5. 信楽町牧→大津市田上